# La Pantoufle de verre
Pour plus de détails, voir Fiche technique et Distribution.
La Pantoufle de verre (titre original : The Glass Slipper) est un film musical américain réalisé par Charles Walters, sorti en 1955.

## Synopsis

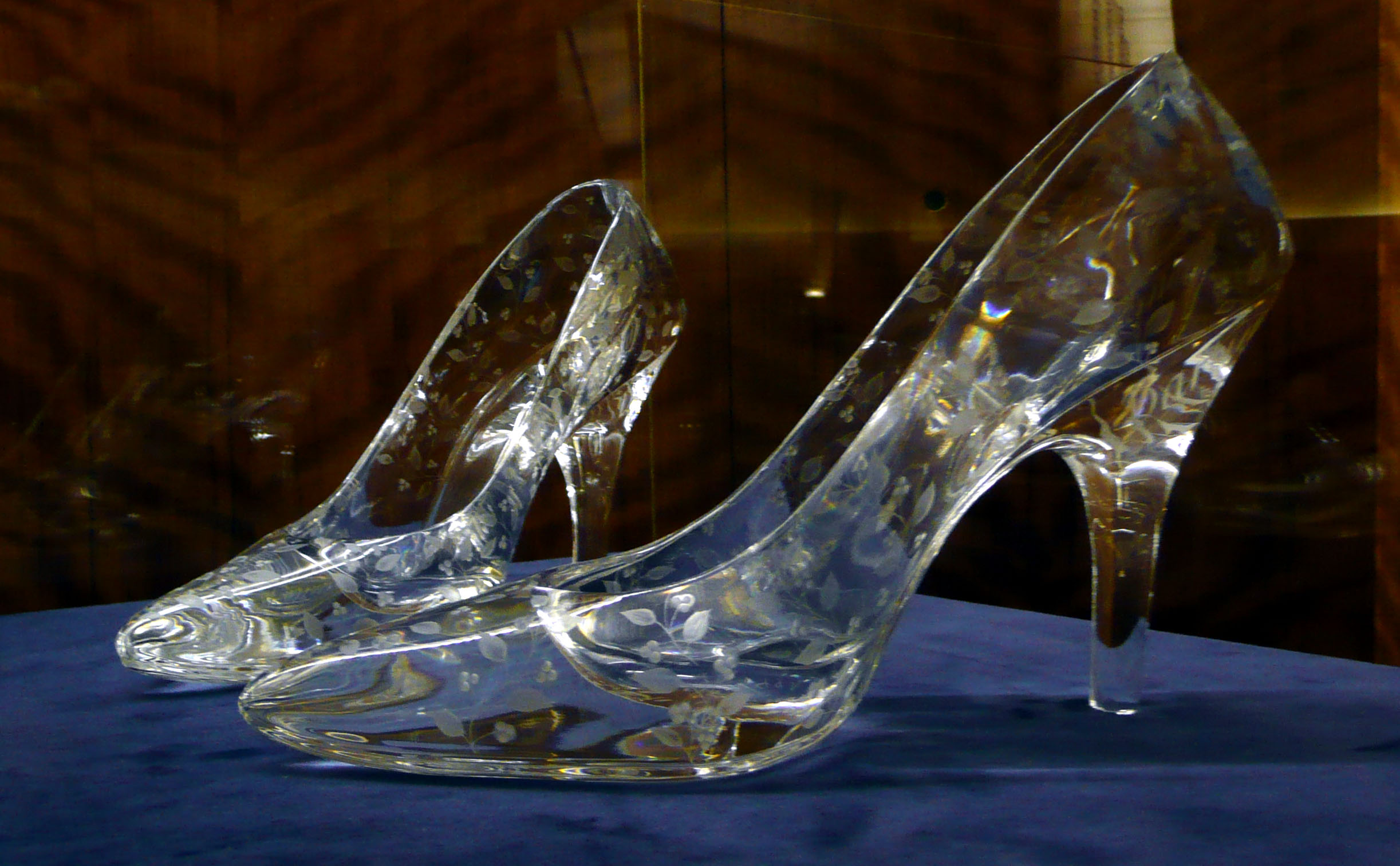
Pantoufles en cristal
Création de Dartington Crystal Ltd (1988, Royaume-Uni).

Dans une principauté d'Europe, les habitants se préparent à fêter le retour du prince Charles parti au loin parfaire ses études. Ella, une pauvre jeune fille triste et timide, est rejetée par les villageois qui la surnomment « Cendrillon » à cause de son visage et ses vêtements noircis de cendre. Ella demeure avec sa belle-mère, une veuve, et ses deux filles, belles, mais cruelles. Ses demi-sœurs sont toutes occupées à leurs toilettes pour fêter l'arrivée du prince. Blessée par leurs moqueries, Ella se réfugie dans sa cachette en pleine campagne. Elle y rencontre une vieille femme, Madame Toquet, avec laquelle elle sympathise. Pendant ce temps, le père de Charles prépare un bal en l'honneur du retour de son fils. Le prince part en promenade avec son valet Kovin et lui confie un souvenir d'enfance qui le hante : sa vision d'une orpheline éplorée de cinq ans et, depuis, il avoue avoir un faible pour les femmes à l'air triste. Les deux hommes, poursuivant leur chemin, surprennent Ella dans sa cachette. Voyant qu'elle ne connaît pas leur identité, ils jouent les espiègles et se présentent comme des cuisiniers du palais. Plus tard, quand Ella revient dans sa cachette, elle a la surprise d'y retrouver Charles. Les jeunes gens s'éprennent l'un de l'autre puis Charles lui remet une invitation pour le bal et lui apprend à danser. La nuit suivante, Ella fait un rêve où elle se voit en compagnie de Charles dans les cuisines du palais en train de préparer un énorme gâteau de noces. Le soir du bal venu, après le départ de la veuve et de ses filles, Madame Toquet apparaît et lui fait don d'une magnifique robe et d'une paire de pantoufles en cristal de Venise. Ella est attendue par un splendide carrosse et Madame Toquet la prévient qu'elle doit impérativement quitter le palais à minuit. Bien qu'elle s'attende à passer la soirée dans les cuisines avec Charles, elle est conduite dans la salle de bal où son entrée fait sensation. Elle est invitée à danser par tous les hommes, mais sans jamais leur dire un mot. L'assistance l'identifie alors comme étant la princesse égyptienne Tehara. Quand Charles s'approche à son tour pour l'inviter à danser, elle est abasourdie de découvrir qu'il est le prince. Mais les douze coups de minuit retentissent et Ella, dans sa fuite, perd une de ses pantoufles de verre. Au dernier coup de minuit, son carrosse bascule et Ella demeure inconsciente au bord du chemin à côté d'une citrouille et de plusieurs souris. Quand elle revient à elle au matin, elle se retrouve dans son lit et une rumeur lui apprend que le prince serait parti à la recherche d'une princesse égyptienne qu'il désire épouser. Désespérée, Ella se rend dans sa cachette avec tout ce qui lui reste de sa merveilleuse soirée : sa pantoufle de verre. Elle s'endort et, quand elle se réveille, le prince est auprès d'elle et glisse l'autre pantoufle à son pied. Ils s'embrassent devant les villageois en liesse venus acclamer leur nouvelle princesse.

## Fiche technique
- Titre original : The Glass Slipper
- Titre français : La Pantoufle de verre
- Réalisation : Charles Walters
- Scénario : Helen Deutsch d'après le conte de fée Cendrillon ou la Petite Pantoufle de verre de Charles Perrault[1]
- Direction artistique : Daniel B. Cathcart, Cedric Gibbons
- Décors : Edwin B. Willis, Richard Pefferle
- Costumes : Walter Plunkett, Helen Rose
- Photographie : Arthur E. Arling
- Son : Wesley C. Miller, James Brock
- Montage : Ferris Webster
- Musique : Bronisław Kaper
- Livret : Helen Deutsch
- Chorégraphie : Roland Petit (direction des Ballets de Paris)
- Production : Edwin H. Knopf
- Société de production : Metro-Goldwyn-Mayer
- Sociétés de distribution : Metro-Goldwyn-Mayer, Loew's Inc.
- Pays d’origine :  États-Unis
- Tournage : 
  - Langue originale : anglais
  - Période de prises de vue : 28 juin au 3 août 1954
- Format : couleur (Eastmancolor) — 35 mm — 1.75:1 — son stéréo (Perspecta Stereo, Western Electric Sound System)
- Genre : film musical
- Durée : 93 minutes
- Dates de sortie :
  - États-Unis : 24 mars 1955
  - France : 23 décembre 1955
- Mention CNC : tous publics (visa d'exploitation no 17010)

## Distribution
- Leslie Caron : Ella

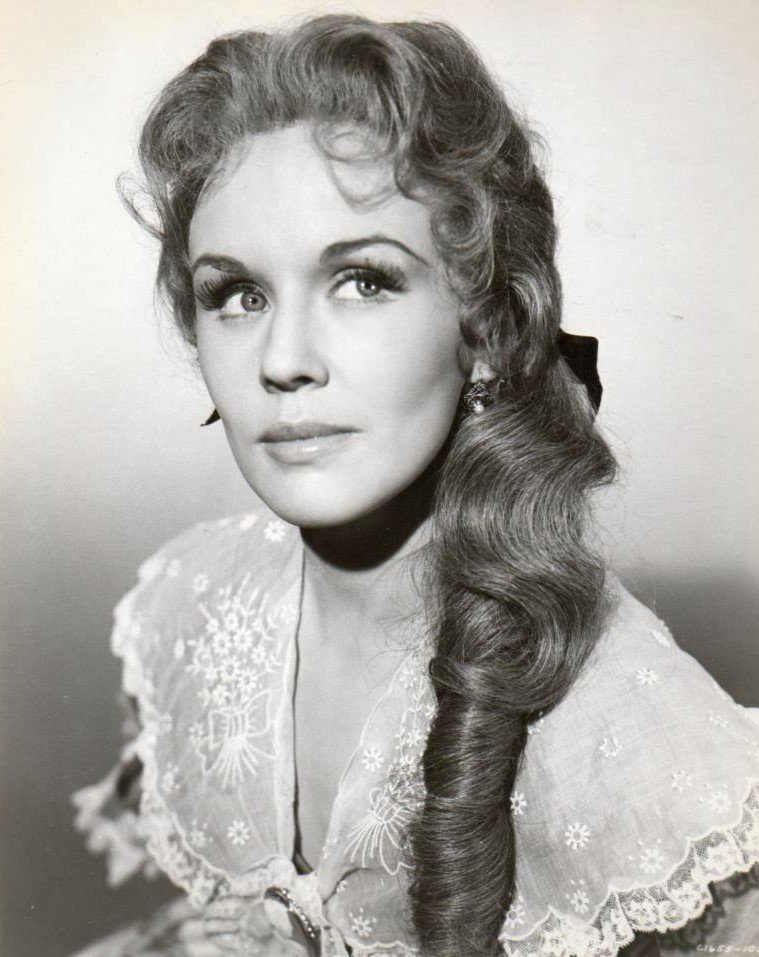
Lisa Daniels.

- Michael Wilding : le prince Charles
- Keenan Wynn : Kovin
- Estelle Winwood : Madame Toquet
- Elsa Lanchester : la veuve Sonder
- Barry Jones : le duc, père de Charles
- Amanda Blake : Birdena
- Lisa Daniels : Serafina
- Lurene Tuttle : la cousine Loulou
- Liliane Montevecchi : Tehara
- Les Ballets de Paris

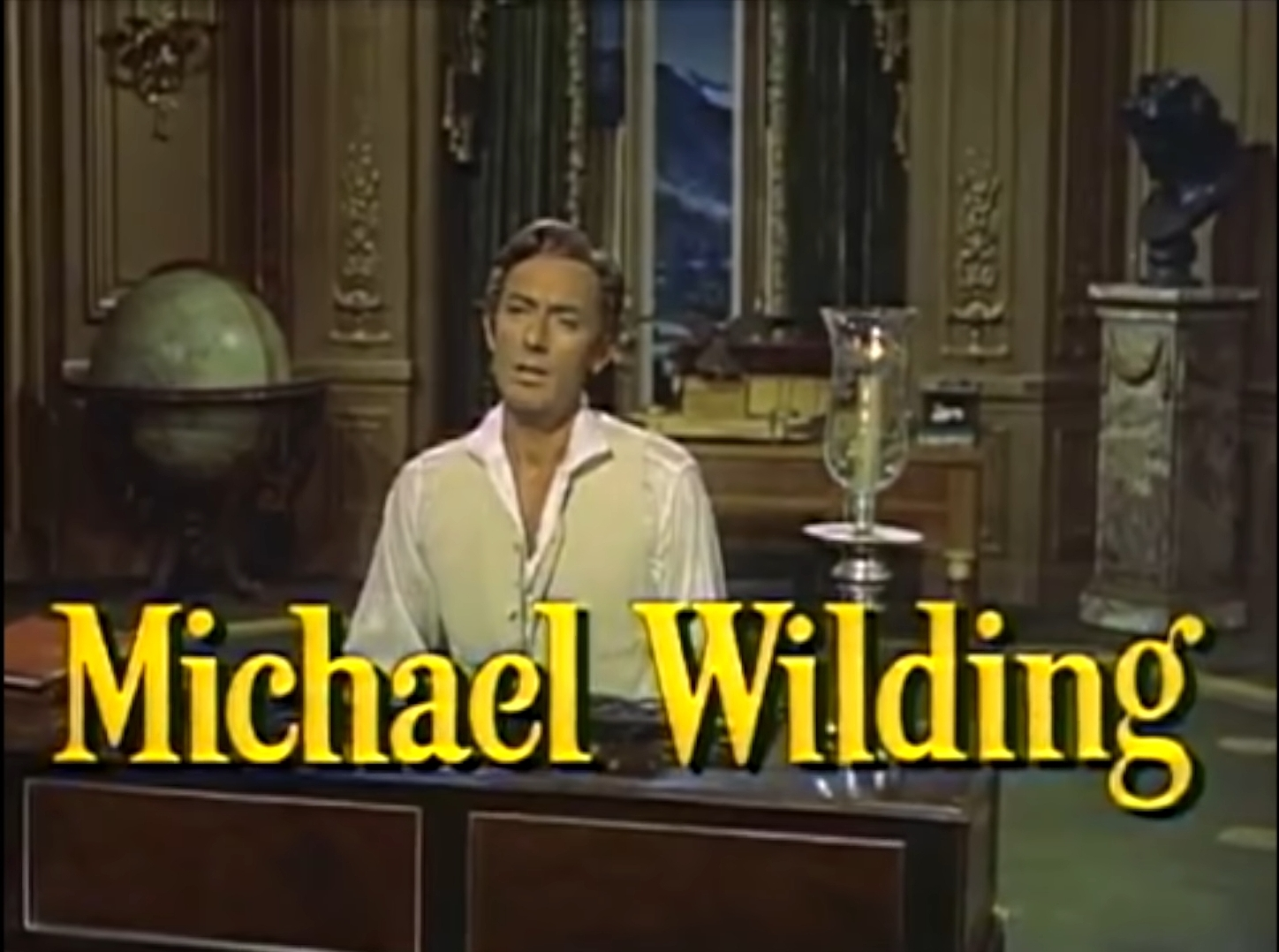
Michael Wilding
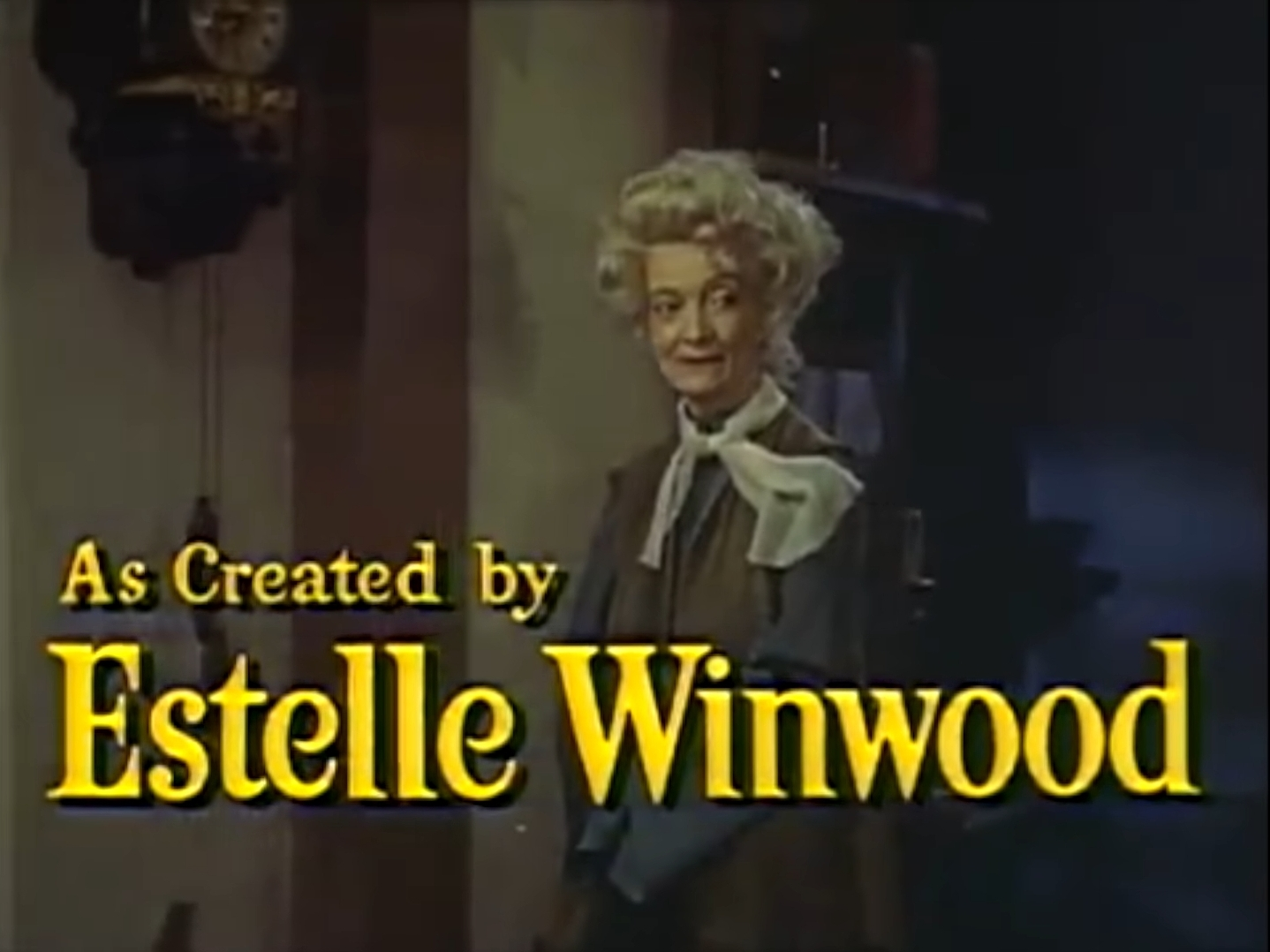
Estelle Winwood
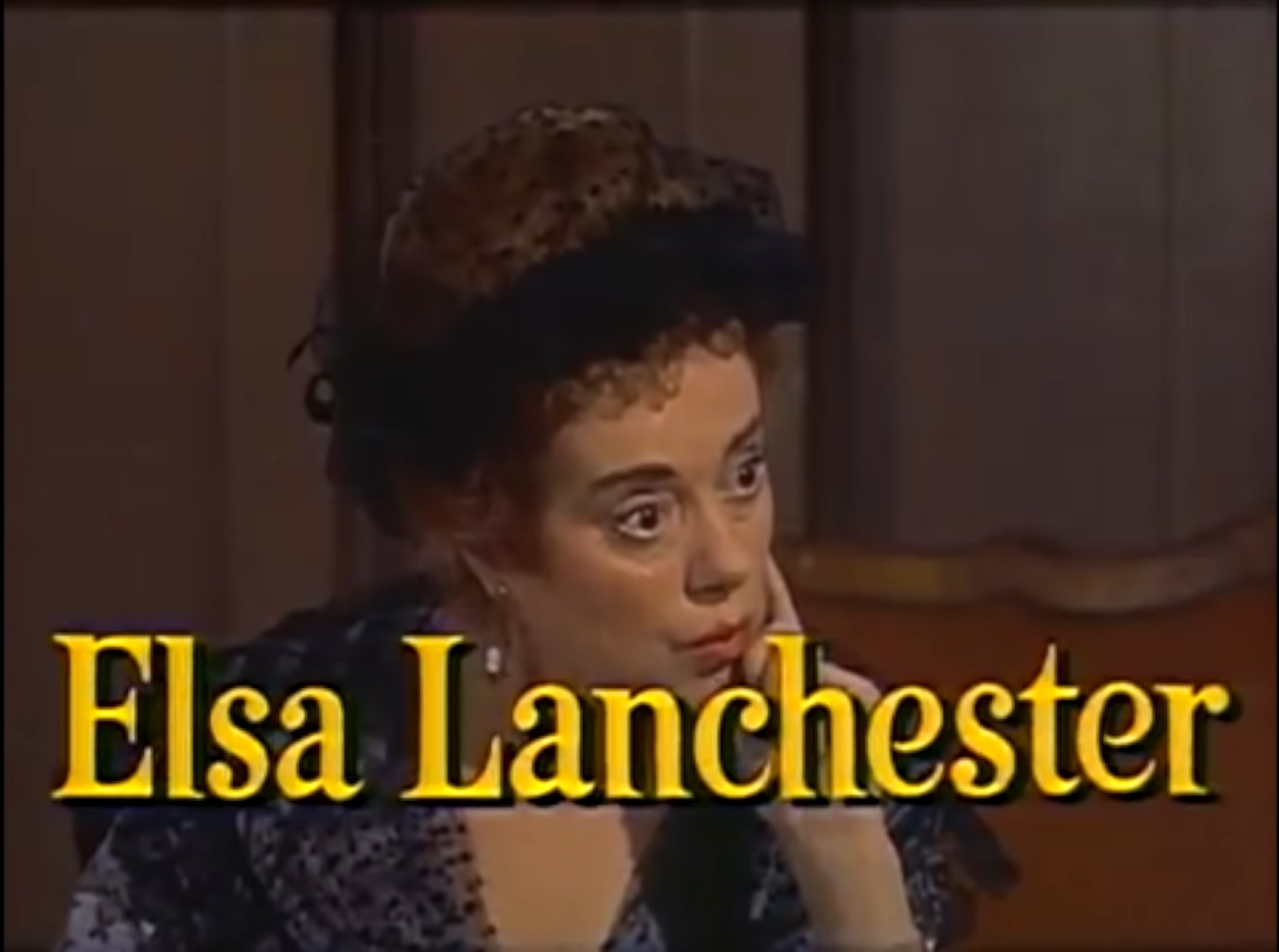
Elsa Lanchester
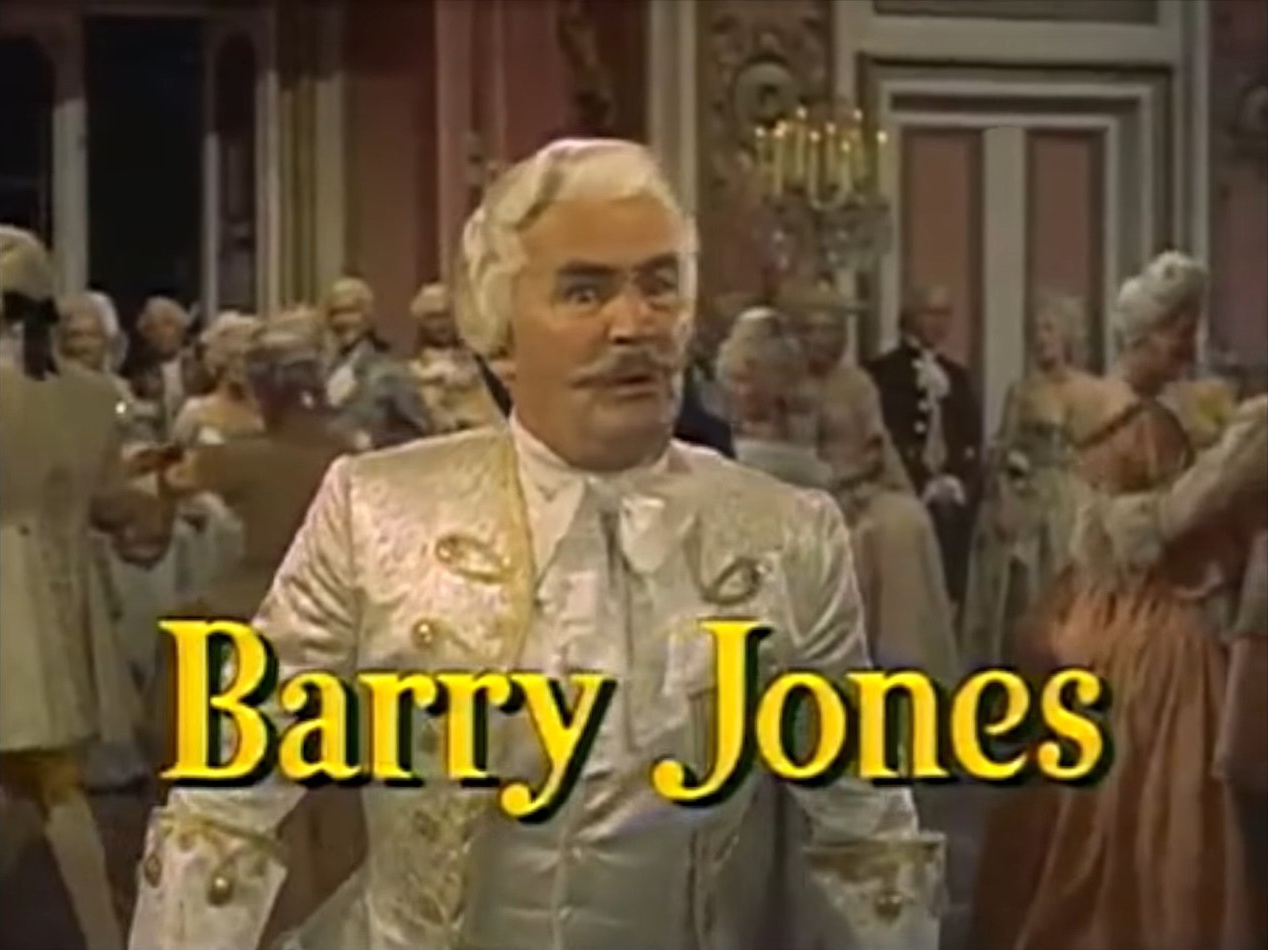
Barry Jones

## Bande originale
- Chanson : Take My Love, paroles d'Helen Deutsch et musique de Bronisław Kaper, interprétée par Gilbert Russel (voix chantée de Michael Wilding)
- Musiques des ballets composée par Bronisław Kaper : Kitchen Ballet et Tehara Ballet

## Pantoufle de verre ou de vair?
Une erreur aurait été commise depuis le XIXe siècle. Charles Perrault aurait écrit dans son conte Cendrillon :  une pantoufle de vair, nom donné à la fourrure de l'écureuil petit-gris au XVIIe siècle. À prendre au conditionnel, voir l'article « Controverse sur la composition des pantoufles de Cendrillon ».